# Campeonato Mundial de Tenis de Mesa Adaptado de 2022
El IX Campeonato Mundial de Tenis de Mesa Adaptado se celebra en Granada (España) en el año 2022 bajo la organización de la Federación Internacional de Tenis de Mesa (ITTF).

## Medallistas
La competición cuenta con las siguientes clases:

### Categoría masculina
| Evento         | Oro                                       | Plata                                                   | Bronce                                                                                   |
| -------------- | ----------------------------------------- | ------------------------------------------------------- | ---------------------------------------------------------------------------------------- |
| Individual C1  | Ki-Won Nam Corea del Sur                  | Young Dae Won Corea del Sur                             | Robert Davies · Reino Unido · Andrea Borgato · Italia                                    |
| Individual C2  | Fabien Lamirault Francia                  | Rafał Czuper · Polonia                                  | Soo Yong Cha · Corea del Sur · Jan Riapos · Eslovaquia                                   |
| Individual C3  | Thomas Schmidberger · Alemania            | Jenson Van Emburgh Estados Unidos                       | Yuttajak Glinbanchuen · Tailandia · Thomas Brüchle · Alemania                            |
| Individual C4  | Jung-gil Kim Corea del Sur                | Maxime Thomas Francia                                   | Nesim Turan Turquía Young-gun Kim Corea del Sur                                          |
| Individual C5  | Valentin Baus · Alemania                  | Ali Ozturk Turquía                                      | Ming Chih Cheng · China Taipéi · Lucas Arabian · Brasil                                  |
| Individual C6  | Matteo Parenzan · Italia                  | Rungroj Thainiyom Tailandia                             | Peter Rosenmeier Dinamarca Martin Perry Reino Unido                                      |
| Individual C7  | William Bayley Reino Unido                | Jean Paul Montanus · Países Bajos                       | Paulo Salmin · Brasil · Maksym Chudzicki · Polonia                                       |
| Individual C8  | Viktor Didukh · Ucrania                   | Thomas Bouvais Francia                                  | Aaron McKibbin Reino Unido Ross Wilson Reino Unido                                       |
| Individual C9  | Laurens Devos · Bélgica                   | Joshua Stacey Reino Unido                               | Lin Ma Australia Lucas Didier Francia                                                    |
| Individual C10 | Patryk Chojnowski · Polonia               | David Jacobs Indonesia                                  | Mateo Boheas · Francia · Krisztian Gardos · Austria                                      |
| Individual C11 | Gi Tae Kim Corea del Sur                  | Chang Gi Kim Corea del Sur                              | Florian Van Acker · Bélgica · Eduardo Cuesta · España                                    |
| Dobles MD4     | Jin Cheol Park Soo Yong Cha Corea del Sur | Iker Sastre · Miguel Ángel Toledo · España              | Martin Ludrovsky · Jan Riapos · Eslovaquia · Rafał Czuper · Tomasz Jakimczuk · Polonia   |
| Dobles MD8     | Young-gun Kim Jung-gil Kim Corea del Sur  | Yuttajak Glinbanchuen Wanchai Chaiwut Tailandia         | Abdullah Ozturk · Nesim Turan · Turquía · Thomas Schmidberger · Valentin Baus · Alemania |
| Dobles MD14    | Paul Karabardak Billy Shilton Reino Unido | Rungroj Thainiyom Phisit Wangphonphathanasiri Tailandia | Álvaro Varela · Jordi Morales · España · Esteban Herrault · Clement Berthier · Francia   |
| Dobles MD18    | Lev Kats · Ivan Mai · Ucrania             | Ross Wilson Joshua Stacey Reino Unido                   | Ben Ashok Despineux · Laurens Devos · Bélgica · Thomas Bouvais · Mateo Boheas · Francia  |

### Categoría femenina
| Evento         | Oro                                         | Plata                                                | Bronce                                                                                |
| -------------- | ------------------------------------------- | ---------------------------------------------------- | ------------------------------------------------------------------------------------- |
| Individual C1  | Dorota Bucław · Polonia                     | Aino Tapola · Finlandia                              | Jana Spegel · Alemania · Evanthia Bournia · Grecia                                    |
| Individual C2  | Giada Rossi · Italia                        | Su Yeon Seo Corea del Sur                            | Cátia Oliveira · Brasil · Coty Garrone · Argentina                                    |
| Individual C3  | Jiyu Yoon Corea del Sur                     | Andela Muzinić · Croacia                             | Gyu Lee Mi · Corea del Sur · Alena Kanova · Eslovaquia                                |
| Individual C4  | Wijittra Jaion Tailandia                    | Sandra Mikolaschek · Alemania                        | Irem Oluk Turquía Nada Matić Serbia                                                   |
| Individual C5  | Alexandra Saint-Pierre Francia              | Panwas Sringam Tailandia                             | Oejeong Kang Corea del Sur Sunghye Moon Corea del Sur                                 |
| Individual C6  | Maryna Lytovchenko · Ucrania                | Katarzyna Marszał · Polonia                          | Camelia Ciripan · Rumania · Kun-Woo Lee · Corea del Sur                               |
| Individual C7  | Kubra Korkut Turquía                        | Kelly Van Zon · Países Bajos                         | Seongok Kim Corea del Sur Giselle Muñoz Argentina                                     |
| Individual C8  | Thu Kamkasomphou Francia                    | Aida Dahlen · Noruega                                | Sophia Kelmer · Brasil · Frederique Van Hoof · Países Bajos                           |
| Individual C9  | Alexa Szvitacs · Hungría                    | Na Lei Li Australia                                  | Neslihan Kavas · Turquía · Karolina Pek · Polonia                                     |
| Individual C10 | Qian Wang Australia                         | Natalia Partyka · Polonia                            | Merve Demir · Turquía · Bruna Alexandre · Brasil                                      |
| Individual C11 | Lea Ferney Francia                          | Krystyna Lysiak · Polonia                            | Maiki Ito · Japón · Dorota Nowacka · Polonia                                          |
| Dobles WD5     | Michela Brunelli · Giada Rossi · Italia     | Dararat Asayut Chilchitrayak Bootwansirina Tailandia | Gyu Lee Mi · Su Yeon Seo · Corea del Sur · Cátia Da Silva · Marliane Santos · Brasil  |
| Dobles WD10    | Borislav Perić-Ranković Nada Matić Serbia   | Jiyu Yoon Young A Jung Corea del Sur                 | Wijittra Jaion Wassana Sringam Tailandia Alexandra Saint-Pierre Flora Vautier Francia |
| Dobles WD14    | Felicity Pickard Grace Williams Reino Unido | Juliane Wolf · Stephanie Grebe · Alemania            | Sung Keum Moon Seongok Kim Corea del Sur Morgen Caillaud Thu Kamkasomphou Francia     |
| Dobles WD20    | Na Lei Li Qian Yang Australia               | Karolina Pek · Natalia Partyka · Polonia             | Shiau Wen Tian Tzu Yu Lin China Taipéi Neslihan Kavas Merve Demir Turquía             |
| Dobles WD22    | Mui Wui Ng Ting Ting Wong Hong Kong         | Lea Ferney Anne Divet Francia                        | Krystyna Lysiak · Dorota Nowacka · Polonia · Ebru Acer · Sumeyra Turk · Turquía       |

### Categoría mixta
| Evento             | Oro                                               | Plata                                        | Bronce                                                                                                |
| ------------------ | ------------------------------------------------- | -------------------------------------------- | --- |
| Dobles mixtos XD4  | Jin Cheol Park Su Yeon Seo Corea del Sur          | Federico Crosara · Giada Rossi · Italia      | Rafał Czuper · Dorota Bucław · Polonia · Chilchitraryak Bootwansirina · Thirayu Chueawong · Tailandia |
| Dobles mixtos XD7  | Thomas Brüchle · Sandra Mikolaschek · Alemania    | Jiyu Yoon Jung-gil Kim Corea del Sur         | Abdullah Ozturk Nergiz Altintas Turquía Mladen Cirić Borislav Perić-Ranković Serbia                   |
| Dobles mixtos XD10 | Young-gun Kim Young A Jung Corea del Sur          | Wanchai Chaiwut Wijittra Jaion Tailandia     | Hassan Tolba · Faiza Mahmoud · Egipto · Mitar Palikuca · Nada Matić · Serbia                          |
| Dobles mixtos XD14 | Jean Paul Montanus · Kelly Van Zon · Países Bajos | Viktor Didukh · Maryna Lytovchenko · Ucrania | Rungroj Thainiyom Kanlaya Chaiwut Tailandia Billy Shilton Felicity Pickard Reino Unido                |
| Dobles mixtos XD17 | Paulo Salmin Filho · Bruna Costa · Brasil         | Peter Rosenmeier Thea Nilsen Dinamarca       | Nathan Pellisier · Na Lei Li · Australia · Piotr Grudzien · Karolina Pek · Polonia                    |
| Dobles mixtos XD20 | Patryk Chojnowski · Natalia Partyka · Polonia     | Lin Ma Qian Yang Australia                   | David Jacobs Hana Resti Indonesia Jin Sian Su Tzu Yu Lin China Taipéi                                 |

## Medallero
| Núm. | País           | Oro | Plata | Bronce | Total |
| ---- | -------------- | --- | ----- | ------ | ----- |
| 1    | Corea del Sur  | 8   | 5     | 9      | 22    |
| 2    | Francia        | 4   | 3     | 6      | 13    |
| 3    | Polonia        | 3   | 5     | 7      | 15    |
| 4    | Reino Unido    | 3   | 2     | 5      | 10    |
| 5    | Alemania       | 3   | 2     | 3      | 8     |
| 6    | Italia         | 3   | 1     | 1      | 5     |
| 7    | Ucrania        | 3   | 1     | 0      | 4     |
| 8    | Australia      | 2   | 2     | 2      | 6     |
| 9    | Tailandia      | 1   | 6     | 4      | 11    |
| 10   | Países Bajos   | 1   | 2     | 1      | 4     |
| 11   | Turquía        | 1   | 1     | 8      | 10    |
| 12   | Brasil         | 1   | 0     | 6      | 7     |
| 13   | Serbia         | 1   | 0     | 3      | 4     |
| 14   | Bélgica        | 1   | 0     | 2      | 3     |
| 15   | Hungría        | 1   | 0     | 0      | 1     |
| 15   | Hong Kong      | 1   | 0     | 0      | 1     |
| 17   | España         | 0   | 1     | 2      | 3     |
| 18   | Dinamarca      | 0   | 1     | 1      | 2     |
| 18   | Indonesia      | 0   | 1     | 1      | 2     |
| 20   | Estados Unidos | 0   | 1     | 0      | 1     |
| 20   | Finlandia      | 0   | 1     | 0      | 1     |
| 20   | Croacia        | 0   | 1     | 0      | 1     |
| 20   | Noruega        | 0   | 1     | 0      | 1     |
| 24   | China Taipéi   | 0   | 0     | 3      | 3     |
| 24   | Eslovaquia     | 0   | 0     | 3      | 3     |
| 26   | Argentina      | 0   | 0     | 2      | 2     |
| 27   | Grecia         | 0   | 0     | 1      | 1     |
| 27   | Rumania        | 0   | 0     | 1      | 1     |
| 27   | Egipto         | 0   | 0     | 1      | 1     |
| 27   | Austria        | 0   | 0     | 1      | 1     |
| 27   | Japón          | 0   | 0     | 1      | 1     |
|      | TOTAL          | 37  | 37    | 74     | 28    |